# Доминирующий дизайн

Один из примеров доминирующего дизайна — ракета Фау-2 Вернера фон Брауна. Применённые в ней решения по размещению окислителя и топлива, подача их турбонасосами, жидкостные реактивные двигатели являются актуальными и спустя 80 лет

Доминирующий дизайн — одна из концепций управления технологиями, представленная Уттербэком и Абернати (Utterback и Abernathy) в 1975 году, которая определяет ключевые технические особенности продукта, которые становятся стандартом де-факто. Доминирующий дизайн завоёвывает признание рынка, после чего этого стандарта вынуждены придерживаться конкуренты и новаторы, если они надеются остаться успешными.

## Постулаты концепции
Новую нишу на потребительском рынке начинают осваивать обычно несколько конкурентов, пусть изначально она открыта лишь одним из них. Проектирование новых товаров идёт независимо, поэтому новые устройства (программы, системы) отличаются дизайном, который определяет удобство использования, цену, габариты, и другие потребительские свойства. В течение некоторого времени, одни из этих дизайнерских решений начинают преобладать, после чего остальные конкуренты вынуждены переработать свой продукт для придания аналогичной формы или соблюдения стандарта.
Доминирующий дизайн может не быть технически лучше, и даже не отвечать лучше потребностям клиентов, поскольку появляется иногда из-за технологической зависимости, примером чего является клавиатура QWERTY, разработанная ввиду ограничений в устройстве пишущей машинки, но ставшая затем стандартом. Можно привести в качестве примера левое/правое/центральное расположение руля в автомобиле: стандартизация вызывает закрепление соответствующего дизайна салона (рычаг КПП оказывается слева от водителя праворульной машины и справа у леворульной). Даже когда исчезла необходимость в расположении педалей и КПП на фиксированном месте, все фирмы-производители продолжают придерживаться этого дизайна.
Доминантным дизайн признаётся только после проявления этого эффекта. Некоторые авторы считают, что доминирующим дизайн становится, когда захватывает более 50 % доли рынка. Многообещающим подходом является изучение новинок продуктов, введенного фирмами, чтобы заранее определить, какие из них будут сохранены.

## Примеры
Когда появляется новая технология (например, компьютерные операционные системы) — то фирмы представляют альтернативные проекты (например, Microsoft — Windows , Apple Inc. — Mac OS и IBM — OS/2). Обновленные проекты будут выпущены с учетом дополнительных улучшений. Когда продукт по тем или иным причинам займёт значительную, доминирующую часть рынка (обычно говорят о 50 %), конкурентам приходится менять дизайн своего продукта, чтобы не оказаться с нестандартным, непривычным пользователям его обликом или интерфейсом.
Появление программных продуктов для ПК вызвало обилие интерфейсов программ, которые в одних случаях управлялись функциональными клавишами, в других — нажатиями обычных кнопок, в третьих — щелчками мыши по тем или иным меню, причём комбинации клавиш у конкурентов не совпадали. Спустя некоторое время, для текстовых редакторов стали стандартом коды клавиш редактора Wordstar, расположение меню стандартизовалось также (для программ Windows — верхнее ниспадающее, первый пункт меню «Файл», второй чаще всего «Правка», последний «Справка»). Это облегчило освоение программных продуктов, и вынудило фирмы переделать дизайн своих продуктов, чтобы не потерять рынок.
Появление автомобилей вызвало к жизни разнообразные конструкции, имевшие, например, три колеса вместо четырёх, багажник спереди, а мотор сзади, подвеску разнообразных типов (торсионную, рессорную, пружинную, газовую). Однако с течением времени автомобили становились более стандартными по устройству, а фирменный стиль обеспечивается в основном дизайном кузова.
Подобные доминирующие конструкции имеются в различных областях производства: конструкция металлобрабатывающих станков, ракет, винтовых и реактивных самолётов, и других. Первоначальное разнообразие конструкций, после проверки их потребительских качеств, приводит к выбору доминирующего дизайна (конструкции), так что устройства самых разных фирм выглядят и действуют практически одинаково, ожидаемо для потребителя.

## Развитие доминирования
1. Фирма-пионер или исследовательская организация начинает проводить исследования с целью создания нового коммерческого продукта или улучшения существующего.
2. Представляется первый работающий прототип нового продукта /технологии, который формирует этим сигнал конкурентам для проверки возможности их исследовательских программ.
3. Выпускается первый коммерческий продукт, ознакомливающий потребителей с новой архитектурой. Обычно он ориентирован на небольшую группу клиентов. Эта веха выступает в качестве «последней минуты вызова» для конкурентов, чтобы пересмотреть и ускорить свои исследования.
4. Фирма становится лидирующей на рынке. Например, в индустрии ПК Apple Computers доминировала после выпуска Apple I в 1976 году.
5. В какой-то момент времени дизайн становится господствующим, это знаменует собой последний этап в процессе его доминирования.

## Достижение доминирования (с примерами)

### Техническое превосходство технологии, снижающее издержки потребителя
Война токов, окончившаяся победой переменного тока практически во всех промышленных, а потом и бытовых устройствах. Несмотря на предпринятые шаги, Эдисон не смог отстоять рынок постоянного тока, так как переменный ток оказалось легко преобразовывать по напряжению. Тем самым, уменьшились потери на линиях, легче можно было добиться стабильности напряжения у потребителей, упростилась и удешевилась конструкция электрогенераторов и электромоторов.

### Превосходство потребительских качеств одной конструкции перед другими
Война форматов видеокассет, закончившаяся победой формата VHS. Хотя формат Betamax давал лучшее изображение, для потребителей оказалось важнее длительность записи, которая у видеокассет VHS была намного дольше. Интересный пример — Sony Cocoon, устройство интеллектуального телевидения, которым фирма анонсировала новые возможности, но конкуренты нашли более практичный на тот момент вариант.

### Демпинг
Война операционных систем, начавшаяся с выпуском персональных компьютеров IBM PC. Неожиданное образование целого рынка было правильно использовано создателем Microsoft Биллом Гейтсом: не имея возможности быстро выпустить мощную операционную систему, но хорошо представляя последствия занятия ниши (или её потери), он уступил за небольшую конечную цену MS-DOS 1.0 фирме IBM, разрешив установить её на любое количество компьютеров. В результате копия MS-DOS продавалась потребителю по $50 — в несколько раз дешевле конкурентов, и стала стандартом на IBM PC. Политика демпинга в области IT оказалась эффективна потому, что стоимость информационному продукту создают не физические материалы, и потому низкая цена экземпляра продукта не ввела Microsoft в убыток.
В настоящее время активно развивается сектор рынка бесплатных программных продуктов и бесплатных операционных систем. Занятие рынка идёт за счёт демпинга, таким образом, прибыль должна получаться из других источников (техподдержка, пожертвования, реклама и т. д.).

### Престижность
Элементы доминирующего дизайна определены в некоторых производственных линиях (элитные автомобили, дорогие смартфоны). Появление доминирующего дизайна обычно совпадает с точкой, в которой число фирм, конкурирующих в отрасли, достигает пика. Как только он появляется, он неявно посылает сообщение производителям и потребителям о том, что его ключевые функции «должны иметь» будущие продукты. Примерами доминирующего дизайна являются простой четырёхфункциональный калькулятор и iPod и iPhone; появление сенсорного экрана; устранение кнопочной клавиатуры; навигационный компьютер; автопилот; кондиционер и электроприводы сидений автомобиля.

### Эффект масштаба
По мере занятия рынка стандартным продуктом, удовлетворяющим большинство потребителей, всё более важным является масштабная стандартизация. Так, появление персональных компьютеров IBM вызвало к жизни стандартные функции ПЗУ BIOS, которые стали массово применяться в компиляторах языков программирования, редакторах, играх, и других программных продуктах. После чего не только сама IBM вынуждена была придерживаться установленного ею стандартного набора функций BIOS, но и другие производители компьютеров вынуждены были производить свою аппаратуру с тем же набором функций (так называемые IBM PC совместимые компьютеры).
Примером действия масштаба является стандартизация колеи железных дорог, приведшая к значительному сокращению их количества. Поскольку подвижной состав рассчитан на один размер колеи, возникшая трудность из-за различных колей вынудила производителей использовать доминирующий в их части света стандарт.